# Vojtěch Říha
Vojtěch Říha (15. ledna 1888 Zdravá Voda – 13. září 1968 Blansko) byl československý legionář a pedagog vězněný za druhé světové války nacisty.

## Život

### Mládí a první světová válka
Vojtěch Říha se narodil 15. ledna 1888 ve Zdravé Vodě v dnešním hodonínském okrese. Vystudoval učitelský ústav a stal se učitelem. Po vypuknutí první světové války byl poslán na ruskou frontu, kde již 27. srpna 1918 padl u Lublinu zraněný do zajetí. Do československých legií přihlásil v červnu 1916, zařazen byl v září 1917 a ještě téhož roku převezen do Francie, kde se v Cognacu stal příslušníkem 22. pěšího pluku. Zúčastnil se bojů u Terronu. Působení v legiích zakončil v hodnosti poručíka.

### Mezi světovými válkami
Po ukončení vojenské služby se Vojtěch Říha vrátil k učitelskému povolání. Nejprve působil na Slovensku, od roku 1924 v Blansku. Zde zastával místo odborného učitele na chlapecké měšťanské škole, později se na stejné škole stal ředitelem. Kromě toho se podílel na veřejném dění v Blansku, byl funkcionářem Československé obce legionářské a Sokola.

### Druhá světová válka a po ní
Přesně v den vypuknutí druhé světové války a tedy 1. září 1939 byl Vojtěch Říha zatčen gestapem jako rukojmí za obyvatele Blanska. Celou válku prožil jako vězeň v koncentračních táborech Dachau a Buchenwald. Po návratu do Blanska pracoval do roku 1948 na postu ředitele měšťanské školy, poté byl penzionován. Zemřel v Blansku 13. září 1968.

## Rodina
Vojtěch Říha pocházel z devíti sourozenců. Jeho bratr Albert Říha byl rovněž legionářem, oba bratři byli ve Francii příslušníky stejného pluku.